# Theodor Curtius
Julius Wilhelm Theodor Curtius (Duisbourg, 27 mai 1857 - Heidelberg, 8 février 1928) est un chimiste allemand.

## Biographie
Curtius a été l'élève de Kolbe et de Adolf von Baeyer. Il enseigna aux universités de Kiel, Bonn et Heidelberg.
Habile expérimentateur, il réalisa de nombreux travaux sur la chimie de l'azote. Il est notamment le découvreur de l'hydrazine (1887) et de l'acide azothydrique (1890).

## Contributions scientifiques
Theodor Curtius est l'auteur d'environ 300 articles et publications dont la plupart ont eu un impact important sur la chimie de l'époque.
- Diazo- und Azoverbindungen der Fettreihe, Barth, Leipzig (1888)
- Studien mit Hydrazin, Barth, Leipzig, Bd 1,2 (1896), Bd 3,4 (1918)
- Einwirkung von Basen auf Diazoessigester, Berlin (1911)
- Die reduktion der aromatische Aldazine und Ketazine, Barth, Leipzig (1912)
- Hydrazide und Azide der Azidofettsäuren, Berlin (1912)
- Die Einwirkungen von Hydrazin auf Nitroverbindungen, Barth, Leipzig (1913)